# Lena Vandrey
Pour les articles homonymes, voir Vandrey.
Lena Vandrey, née Marie Gesine Hillena Vandrey le 23 avril 1941 à Breslau (Reich allemand) et morte le 8 novembre 2018 à Montpellier,, est une sculptrice et peintre française.

## Biographie
Dès son enfance, Lena Vandrey commence à peindre, à sculpter et à écrire des poèmes. Elle déménage à Paris en 1958.
Elle s'installe en Provence en 1967, où elle restaure une ancienne maison de campagne, dans laquelle elle travaille, met en scène ses œuvres et collectionne l'art féminin religieux provençal. Elle participe aux mouvements féministes et devient amie avec Monique Wittig et Christine Delphy. À travers sa production, elle veut donner aux femmes une idée de leur propre histoire, réparer les manquements que l'histoire patriarcale a opérés.
En 1974, elle est présente dans l'exposition « Grandes femmes, Petits formats » à la galerie Iris Clert, aux côtés de Meret Oppenheim, Louise Nevelson ou encore Shirley Goldfarb. 
Des figures et motifs récurrents apparaissent dans son œuvre, comme les Amazones, les anges, la Shoah. Dans ses premières œuvres, elle utilise une technique matiériste en incorporant grâce à de la cire différents matériaux — tissus, éléments végétaux, minéraux, métaux, squelettes d'animaux, poils, éclats de miroirs, etc. —, ce qui donne un pouvoir expressif dramatique et crée un contact physique avec les objets représentés.
Sa première exposition à l'Atelier Jacob à Paris en 1974 intitulée « Le cycle des amantes imputrescibles » montre une variété de portraits de femmes imaginaires. Sur la base du roman Les Guérillères de Monique Wittig, ces portraits donnent à voir un monde fantastique fortement relié au mythe des Amazones.
Dans les années 1970, Lena Vandrey illustre les couvertures des livres de Monique Wittig et Sande Zeig, (Brouillon pour un dictionnaire des amantes, 1975 paru en allemand sous le titre de Lesbiche Völker, 1983 ou encore Les Guérillères, 1965). Elles collaborent ensemble à la pièce de Monique Wittig Le Voyage sans fin en 1985, d'après Don Quichotte de Miguel de Cervantes, pour laquelle l'artiste imagine costumes et décors.
En 2002, elle achète et rénove une villa à Bourg-Saint-Andéol et, avec sa compagne Mina Noubadji-Huttenlocher, y installe le musée Lena-Vandrey.

## Expositions
- 1969 : Prix du jury, musée Calvet, Avignon
- 1972 : Salon d'automne, Orangerie du Luxembourg, Paris
- 1974 : 
  - « Le cycle des amantes imputrescibles », Atelier Jacob, Paris[10]
  - « Grandes femmes - Petits formats », galerie Iris Clert
  - Prix des critiques d'art, Lyon
- 1975 : 
  - Palais Saint-Pierre, Lyon
  - Galerie Rivolta, Lausanne
- 1977 : « Sonates au tonnerre », théâtre du Lucernaire, Paris
- 1985 : « L'almanach des amazones : Lena Vandrey », musée Hyacinthe-Rigaud, Perpignan
- 1988 : Woman's Building, Los Angeles
- 1989 : « Erste Gestalten der Vernunft », Institut français de Brême
- 1992 : (de) « Fundus, Gefunden, Erfunden », Provençalische Frauenkultur aus der Sammlung Lena Vandrey, Hambourg, Hammoniale Festival der Frauen
- 1997 : « Entre toutes les femmes, Lena Vandrey et le travail des mains des moniales », de la collecte à la création, musée d'Art sacré du Gard, Pont-Saint-Esprit[11]
- 1999 :
  - (de) « Eigenblicke. 13 Fotografinnen », Ausstellungshalle Schulstrasse, Francfort-sur-le-Main
  - « Les anges gardois d'hier et d'aujourd'hui », musée d'Art sacré du Gard, Pont-Saint-Esprit[12]
- 2000-2001 : « Lena Vandrey. Les boîtes de Pandore », Collection de l'art brut, Lausanne
- 2001 : « La beauté inconfortable », Halle Saint-Pierre, Paris
- 2004 : « Auschwitz », musée d'Art sacré du Gard, Pont-Saint-Esprit
- 2005 : « Images inédites du paradis : Lena Vandrey », musée d'art sacré du Gard, Pont-Saint-Esprit[13]
- 2008 : « Les Rococos de l'Isle de Pâques et les Archipels de la Marquise », hommage à la Marquise de Sévigné, Grignan
- 2016 : « Clin d’œil… 40 ans (1976-2016) », La Fabuloserie, Dicy
- 2022 : « Insomnia », château de Hauterives, commissariat Mina Noubadji-Huttenlocher, Frédéric Legros, directeur du Palais idéal du facteur Cheval[14].

En 2023 et 2024, plusieurs expositions sont organisées à la suite d'un ensemble de donations de sa veuve aux plus prestigieuses collections françaises : MNAM-Centre Pompidou, Carré d'art, musée Cantini, musée d'Art moderne et contemporain de Saint-Étienne Métropole, MASC des Sables d'Olonne, musée Estrine, FRAC Nouvelle-Aquitaine, le Palais idéal du facteur Cheval ; ainsi que la Collection de l'art brut à Lausanne.

## Publications
Lena Vandrey a publié des textes poétiques et autobiographiques en allemand et en français. La bibliothèque Kandinsky et la bibliothèque Marguerite-Durand à Paris conservent plusieurs de ses textes et de ses correspondances.
- Res Religiosa, musée Lena Vandrey
- La Cantilène de Sancta Etcetera, musée Lena Vandrey
- Langue maternelle, un roman en graffiti, musée Lena Vandrey
- Chapitres, Paris, Angria, 2001[16]
- Paradigmen der unbequemen Schönheit. Paradigmes de la beauté inconfortable, 1985
- Lena Vandrey et Monique Wittig, Cycle des amantes imputrescibles, Atelier Jacob, Paris, 1974

### Documentaire
- L'Ange amazonien, un portrait de Lena Vandrey, réalisé par Maria Klonaris et Katerina Thomadaki, 92 min, Super 8, 1987-1992, distribution Light Cone.